# Augustin Julien Guillet-Dumarnay
Pour les articles homonymes, voir Guillet.
Augustin Julien Guillet-Dumarnay est un homme politique français né le 2 septembre 1810 à Pont-l'Abbé (Finistère) et décédé le 23 janvier 1881 à Quimper (Finistère).
Avocat, il devient conseiller de préfecture en 1848. Il démissionne en 1851, après le coup d’État du 2 décembre. Il est représentant du Finistère de 1871 à 1876, inscrit à la réunion Colbert et siégeant au centre droit. Il vote avec la droite et échoue aux élections législatives de 1876.

## Sources
- « Augustin Julien Guillet-Dumarnay », dans Adolphe Robert et Gaston Cougny, Dictionnaire des parlementaires français, Edgar Bourloton, 1889-1891 [détail de l’édition]